# Peltophryne fustiger
El sapo gigante occidental (Peltophryne fustiger) es una especie de anuro de la familia Bufonidae.

## Distribución
Es una especie endémica de Cuba, que se puede encontrar hasta 280 m de altitud al oeste de Pinar del Río. Su hábitat natural es el bosque húmedo tropical, sabana seca, ríos, arroyos, marismas de agua dulce, tierra agrícola, pastos, jardines rurales y bosques degradados. Está amenazado por pérdida de su hábitat. 

## Publicación original
- Schwartz, A. 1960. The large toads of Cuba. Proceedings of the Biological Society of Washington, vol. 73, p. 45-56.